# Trypanosoma congolense
Trypanosoma congolense – kinetoplastyd z rodziny świdrowców należący do królestwa protista. Wywołuje u dzikich i domowych parzystokopytnych, słoni afrykańskich (Loxodonta africana), psów i koniowatych chorobę nagana. Jest przenoszony przez muchy z rodzaju tse-tse takie jak: Glossina palpalis, Glossina austeni, Glossina brevipalpis, Glossina fuscipes, Glossina longipalpis, Glossina morsitans, Glossina pallidipes, Glossina swynnertoni, Glossina tachinoides oraz Glossina vanhofi.
Charakteryzuje się wrzecionowatym kształtem. Długość ciała waha się od 8 µm do 15 µm, szerokość 1 do 2,5 µm. Jest to jeden z najmniejszych chorobotwórczych świdrowców. Błona falująca jest słabo wykształcona. Porusza się za pomocą wici, która jest umieszczona marginalnie. Pasożytuje w osoczu krwi.
Występuje na terenie Afryki.